# Hans-Peter Waldhoff
Hans-Peter Waldhoff (* 14. November 1953 in Hamburg) ist ein deutscher Soziologe, Sozialpsychologe, Politikwissenschaftler und Gruppenanalytiker. Er ist außerdem Heilpraktiker für Psychotherapie.

## Leben und Wirken

### Akademischer Werdegang
Waldhoff studierte Soziologie und Politikwissenschaft an der Universität Hannover, der Universität Göttingen, der Universität Paris-Nanterre und der Universität Bielefeld (am Zentrum für interdisziplinäre Forschung bei Norbert Elias) und war anschließend als freiberuflicher Mitarbeiter für verschiedene Zeitungen und Rundfunkanstalten, u. a. für die Frankfurter Allgemeine Zeitung und den NDR, mit Wissenschaftsthemen befasst. Daneben arbeitete er als Wissenschaftlicher Mitarbeiter beim Europäischen Parlament und als Leiter eines Abgeordnetenbüros beim Deutschen Bundestag. Von 1989 bis 1992 war er mit dem Forschungsprojekt „Zur Geschichte der Landesplanung in Niedersachsen“ am Institut für Landesplanung und Raumforschung der Universität Hannover befasst.
An der Universität Hannover wurde er 1993 bei Peter R. Gleichmann zum Dr. phil. 1993 promoviert und war dann Lehrbeauftragter am Institut für Soziologie sowie leitender Mitarbeiter im Forschungsprojekt „Migrantenprotest als Integrationschance?“. Waldhoff habilitierte sich an der Universität Hannover 1987 für das Fachgebiet Soziologie und 2011 für das Fach Sozialpsychologie. Ab 1987 wirkte er als Privatdozent am Institut für Soziologie und Sozialpsychologie dieser Universität. 2001 erfolgte seine Ernennung zum außerplanmäßigen Professor für Soziologie. An der Zentralen Einrichtung für Weiterbildung der Universität Hannover leitete er seit 2003 für einige Jahre ein gruppenanalytisch orientiertes interdisziplinäres Promovierendenkolloquium zur Bewältigung kritischer Phasen während der Erstellung der Dissertation.
Von 2000 bis 2002 lehrte er zudem Politikwissenschaft an der Freien Universität Berlin und war Wissenschaftlicher Mitarbeiter im Deutschen Bundestag.
Von 2009 bis 2019 war er Lehrbeauftragter an einem Schweizer Bildungszentrum. Darüber hinaus war er mit der Universität München an dem Forschungsprojekt „Arbeit und Gesundheit“ beteiligt. Seit Januar 2021 ist er Wissenschaftlicher Mitarbeiter am Arbeitsbereich für Sport- und Gesundheitssoziologie der Universität Göttingen.

### Weitere Tätigkeiten und Mitgliedschaften
Waldhoff gehörte dem Vorstand der Deutsch-Türkischen Vereinigung für Sozial- und Geisteswissenschaftlichen Austausch (DTA) an.
Er absolvierte Ausbildungen zum Gruppenanalytiker am Seminar für Gruppenanalyse Zürich (SGAZ) sowie zum Gruppenanalytischen Supervisor und Organisationsberater am Institut für Gruppenanalyse in Heidelberg. Er ist Mitbegründer des seit 2011 bestehenden Gruppenanalytischen Instituts für Gruppenpsychotherapie, Organisationsberatung und Supervision (GIGOS) in Hannover und gehört der Gruppe Bellevue in Zürich an.
Seit 2010 war er als Wissenschaftlicher Berater am Ethno-Medizinischen Zentrum Hannover tätig. Dort wurde er 2019 in den Vorstand gewählt und ist Mitglied des Herausgeberbeirates der Reihe „Forum Migration-Gesundheit-Integration“.

## Wissenschaftliche Schwerpunkte
Waldhoffs Arbeitsschwerpunkte liegen in den Bereichen Zivilisationstheorie, Gesundheits- und Migrationssoziologie. Bedeutsam sind seine Untersuchungen zur Relevanz der Theorien Norbert Elias’ für die Erklärung sozialer und psychischer Konsequenzen der politischen und gesellschaftlichen Praxis.

## Schriften (Auswahl)

### Als Autor
- Fremde und Zivilisierung. Wissenssoziologische Studien über das Verarbeiten von Gefühlen der Fremdheit. Probleme der modernen Peripherie-Zentrums-Migration am türkisch-deutschen Beispiel. Suhrkamp, Frankfurt am Main 1995, ISBN 3-518-58196-1.
- Verhängnisvolle Spaltungen. Versuche zur Zivilisierung wissenschaftlichen Wissens. Velbrück, Weilerswist 2009, ISBN 978-3-938808-73-3.
- Eros und Thanatos. Über die Verflechtung von Lebens- und Todestrieben und ihre riskante Spaltung im Zivilisationsprozess. Velbrück. Weilerswist, erweiterte Auflage 2019, ISBN 978-3-95832-195-3.

### Als Herausgeber
- mit Eva Barlösius, Elçin Kürşat-Ahlers: Distanzierte Verstrickungen. Die ambivalente Bindung soziologisch Forschender an ihren Gegenstand. Festschrift für Peter Gleichmann zum 65. Geburtstag. Ed. Sigma, Berlin 1997, ISBN 3-89404-433-0.
- als Hrsg. mit Dursun Tan, Elçin Kürşat-Ahlers: Brücken zwischen Zivilisationen. Zur Zivilisierung ethnisch-kultureller Differenzen und Machtungleichheiten. Das türkisch-deutsche Beispiel. IKO, Frankfurt am Main 1997, ISBN 3-88939-414-0.
- mit Elçin Kürşat-Ahlers und Dursun Tan: Globalisierung, Migration und Multikulturalität: Werden zwischenstaatliche Grenzen in innerstaatliche Demarkationslinien verwandelt? IKO, Frankfurt am Main 1999, ISBN 3-88939-479-5.
- mit Elçin Kürşat-Ahlers und Dursun Tan: Türkei und Europa. Facetten einer Beziehung in Vergangenheit und Gegenwart. IKO, Frankfurt am Main 2001, ISBN 3-88939-562-7.
- Peter R. Gleichmann: Soziologie als Synthese. Zivilisationstheoretische Schriften über Architektur, Wissen und Gewalt. Herausgegeben und bearbeitet von Hans-Peter Waldhoff. VS, Wiesbaden 2006, ISBN 3-531-15324-2.
- als Hrsg. mit Renate Maschwitz, Christoph F. Müller: Die Kunst der Mehrstimmigkeit. Gruppenanalyse als Modell für die Zivilisierung von Konflikten. PSV, Gießen 2009, ISBN 978-3-89806-838-3.
- als Hrsg. mit Christine Morgenroth, Angela Moré, Michael Kopel: Wo denken wir hin? Lebensthemen, Zivilisationsprozesse und demokratische Verantwortung. Psychosozial-Verlag, Gießen 2015, ISBN 978-3-8379-2463-3.

### Bearbeitungen
- mit Michael Fischer: Norbert Elias. Autobiographisches und Interviews. Gesammelte Schriften, Band 17. Suhrkamp, Frankfurt am Main 2005, ISBN 3-518-58422-7.